# Jørn Jeppesen (skuespiller)
 For alternative betydninger, se Jørn Jeppesen. (Se også artikler, som begynder med Jørn Jeppesen)
Jørn Martin Jeppesen (født 21. april 1919 på Frederiksberg, død 18. januar 1964 i København) var en dansk skuespiller. 
Oprindelig uddannet som typograf. Herefter uddannelse på Det kongelige Teaters elevskole 1939-1941. Spillede siden på de fleste scener i København og på provinsturnéer. Fra 1955 og til sin død var Jørn Jeppesen ansat på Det kongelige Teater. Spillede roller som proprietær Monsen i De unges forbund (Henrik Ibsen) og sagfører Krogstad i Et dukkehjem (af samme).
Jørn Jeppesen var en ypperlig fortolker af poesi. Udsendte i 1940 digtsamlingen Unge Drømme. Denne populære skuespiller blev kun 44 år.

## Udvalgt filmografi
Blandt de film han medvirkede i kan nævnes:
| - Genboerne - 1939 - Når bønder elsker - 1942 - Natekspressen (P. 903) - 1942 - Møllen - 1943 - Guds mærkelige veje - 1944 - De tre skolekammerater - 1944 - Spurve under taget - 1944 - En ny dag gryer - 1945 - Så mødes vi hos Tove - 1946 - Sikken en nat - 1947 | - Historien om Hjortholm - 1950 - Café Paradis - 1950 - Smedestræde 4 - 1950 - Mosekongen - 1950 - De røde heste - 1950 - Det gamle guld - 1951 - Nålen - 1951 - Det sande ansigt - 1951 - Husmandstøsen - 1952 - Vejrhanen - 1952 | - En sømand går i land - 1954 - Himlen er blå - 1954 - Vores lille by - 1954 - Altid ballade - 1955 - Blændværk - 1955 - Den kloge mand (1956) - 1956 - Ung leg - 1956 - En kvinde er overflødig - 1957 - Bundfald - 1957 - Skovridergården - 1957 | - Guld og grønne skove - 1958 - Seksdagesløbet - 1958 - Spion 503 - 1958 - Det skete på Møllegården - 1960 - Eventyrrejsen - 1960 - Eventyr på Mallorca - 1961 - Gøngehøvdingen - 1961 - Der brænder en ild - 1962 |